# ドミーナ・ジャルバート

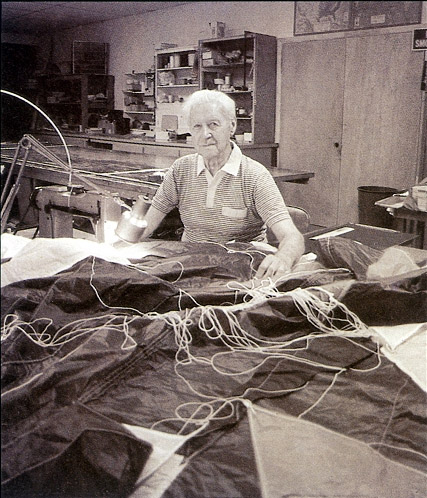
Domina Cleophas Jalbert

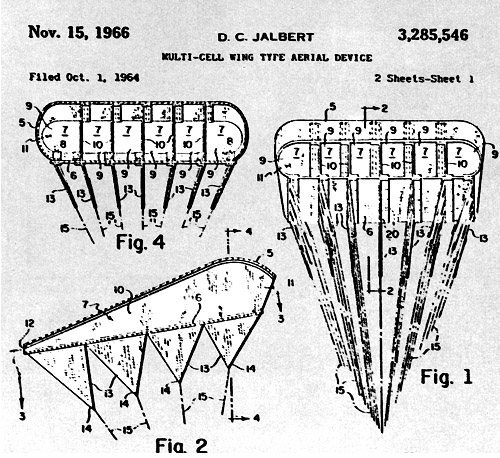
パラフォイルの特許書類

ドミーナ・ジャルバート（Domina Cleophas Jalbert、1904年12月5日 - 1991年6月26日）はカナダ生まれのアメリカ合衆国の発明家である。パラフォイルの発明者である。
カナダ、ケベック州のSaint-Michel-des-Saintsで生まれた。子供の時に家族はアメリカに移住し、アメリカの市民となった。1927年にパイロットのライセンスを得た。第二次世界大戦が始まると、USラバーで阻塞気球の製造に従事した。この時期に気球と凧を組み合わせたカイツーン（Kytoon）の発明を行った。
1949年にJalbert Aerology Laboratoryを設立し、パラシュートの製造を始めた。1953年に翼形のパラシュート（パラフォイル）の着想を得て、1966年に特許を得た。操縦性が高く、降下速度の調整も容易という特徴を持つパラフォイルの発明はパラシュートの歴史において画期的なものであった。